# Självuppfyllande profetia
En självuppfyllande profetia är en förutsägelse som genom sin existens direkt eller indirekt orsakar att den besannas, till följd av positiv återkoppling mellan tro och beteende.
Sociologen Merton har definierat och förklarat begreppet på följande sätt:
| ” | Den självuppfyllande profetian är, från början, en falsk definition av situationen som framkallar ett nytt beteende som gör att den ursprungliga falska föreställningen blir "sann". Denna skenbara giltighet hos den självuppfyllande profetian vidmakthåller ett felvälde. För profeten kommer att åberopa det faktiska händelseförloppet som bevis för att han hade rätt från början. | „ |

Med andra ord, en profetia som hävdas vara sann, utan att vara det, kan påverka folk, genom rädsla eller logisk förbistring, på ett sådant sätt att deras reaktioner får den från början falska profetian att gå i uppfyllelse. Jämför Thomasteoremet, "Om människor definierar situationer som verkliga blir de verkliga till sina konsekvenser." Enligt W. I. Thomas reagerar människor inte bara på situationer de befinner sig i utan också på hur de uppfattar situationerna och den mening de tillskriver situationerna. Merton ger bankrusning som exempel på en profetia som kan bli självuppfyllande. Om många personer skulle gå till en viss bank och ta ut sina besparingar, kan det skapa ett rykte om att det är något fel på banken, vilket får andra att ta ut sina besparingar innan banken blir insolvent. Ett falskt rykte om bankens kommande konkurs kan leda till en uttagsanstormning som faktiskt får banken att gå i konkurs.

## Självuppfyllande profetior som problem inom medicinen och forskningen
I bristfälligt utförd forskning finns en risk för att självuppfyllande profetior kan komma att störa resultaten. Ett exempel kan vara att om en person får höra av någon form av person som kan betraktas som en aktoritet som till exempel en psykiater, att denne är predispositionerad till en viss form av beteende. När denna person sedan erhåller positiv återkoppling när beteendet eller saker och ting som påminner eller liknar beteendet uppvisas till slut börjar personen anamma, respektive internalisera beteendet. Ett annat mer forskningsnära exempel är om en forskare låter sina försökspersoner veta att en av två grupper förväntas reagera annorlunda på en situation, så kan detta skapa en situation där gruppen förväntar sig ett utfall, som under studiens gång blir en självuppfyllande profetia.

## I antikens grekland
Självuppfyllande profetior är vanligt förekommande i litteratur och sägner åtminstone så långt tillbaks som antikens Grekland. I berättelsen om Oidipus varnas Laios, kungen av Thebe, av ett orakel att hans nyfödde son Oidupus en dag kommer att döda honom och gifta sig med sin mor. Laios överger sonen så att han ska dö, men Oidipus överlever och tas omhand av en annan familj i Korinth. Oidipus får dock reda på profetian om att han ska döda sin far och gifta sig med sin mor. För att förhindra detta flyr han från Korinth och sina fosterföräldrar, som han tror är hans riktiga föräldrar, och åker till Thebe. Han hamnar där i bråk med en man, kung Laïos, som är hans riktige far, och dödar honom. Senare gifter han sig med Iokaste, ovetande om att hon är hans mor. Eftersom oraklets förutsägelser påverkade händelseförloppet och personernas handlingar på ett sådant sätt att förutsägelsen besannades, har Karl Popper kallat en självuppfyllande profetia för "oidipuseffekt" (ej att förväxla med oidipuskomplex).